# Mammillaria dioica
Mammillaria dioica (укр. Мамілярія дводомна, Мамілярія діоїка, народні назви — англ. Strawberry cactus — укр. полуничний кактус, англ. coast fishhook — укр. прибережжий гачок, англ. California fishhook — укр. каліфорнійський гачок) — сукулентна рослина з роду мамілярія родини кактусових.

## Етимологія

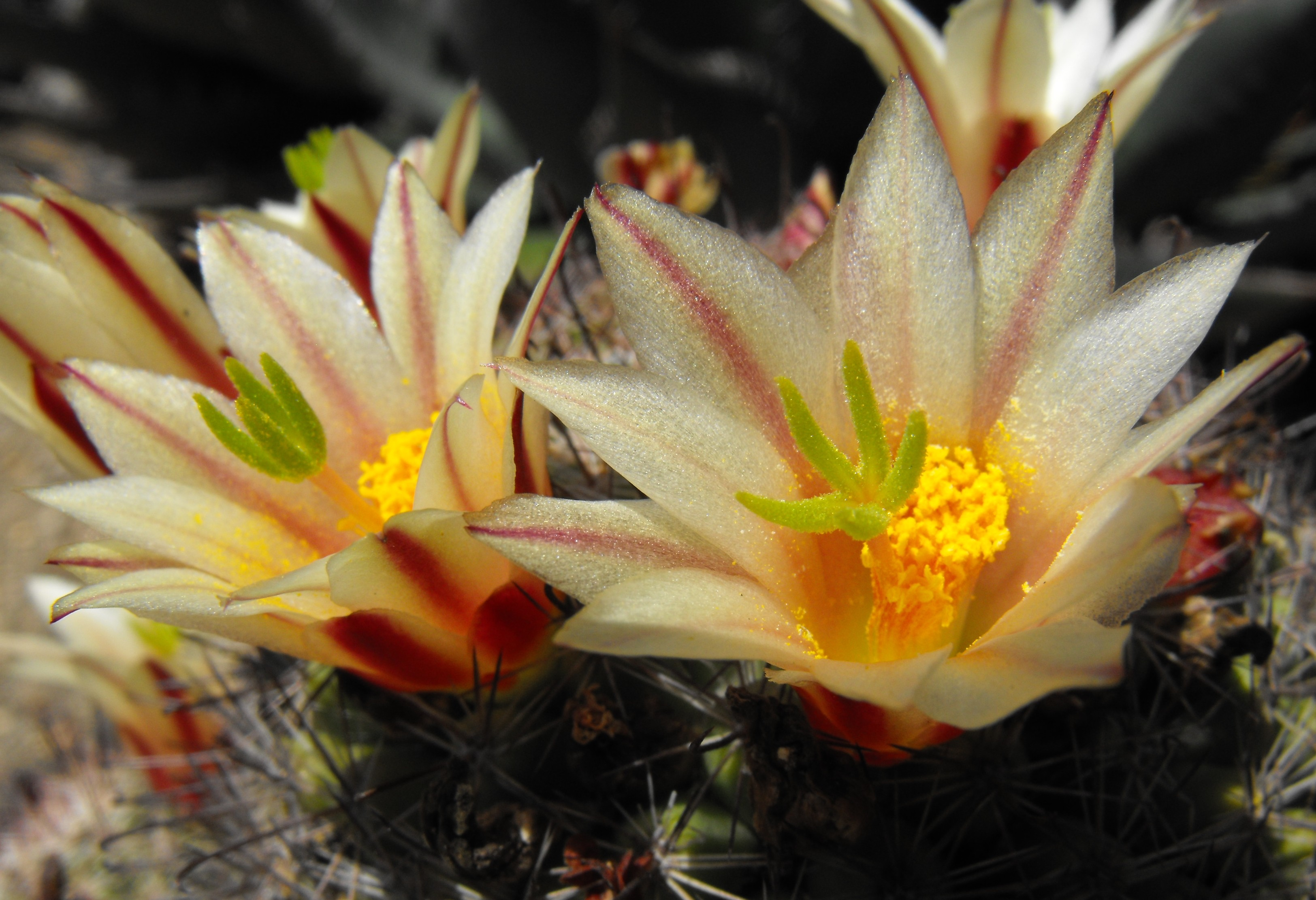
Квіти Mammillaria dioica

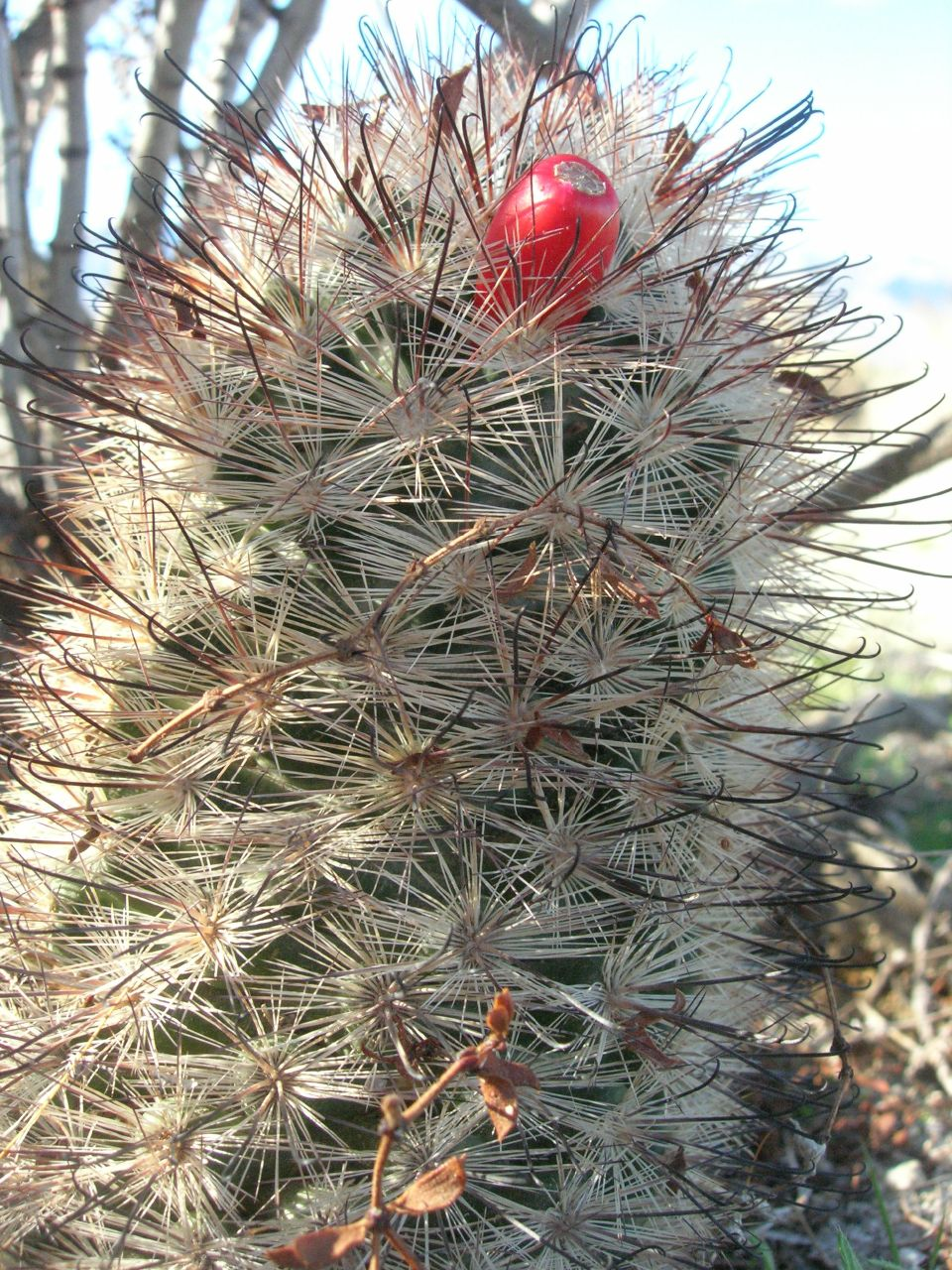
Плід Mammillaria dioica

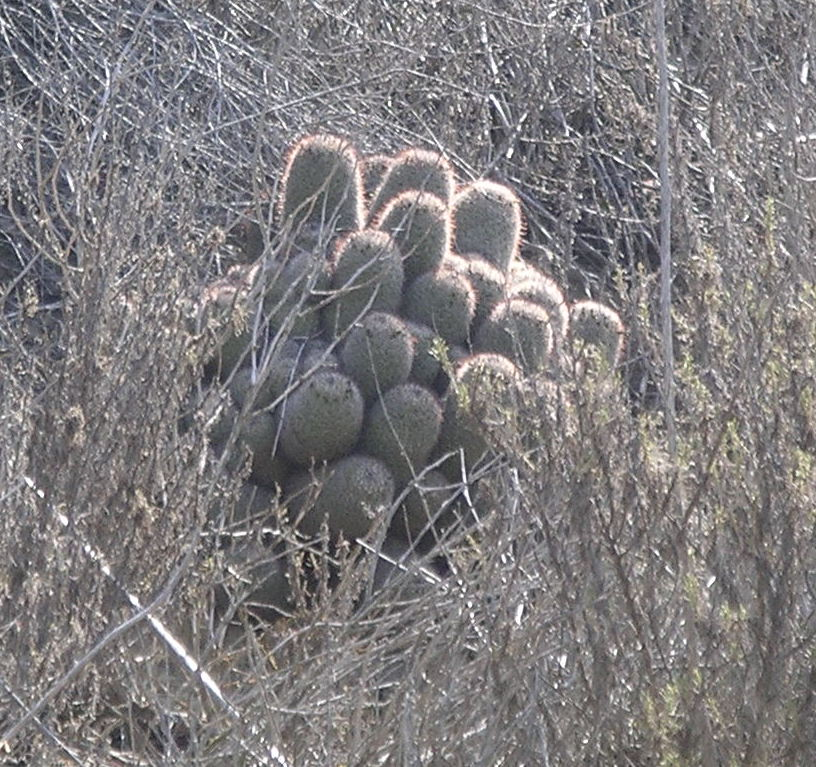
Великий кущ Mammillaria dioica в природних умовах

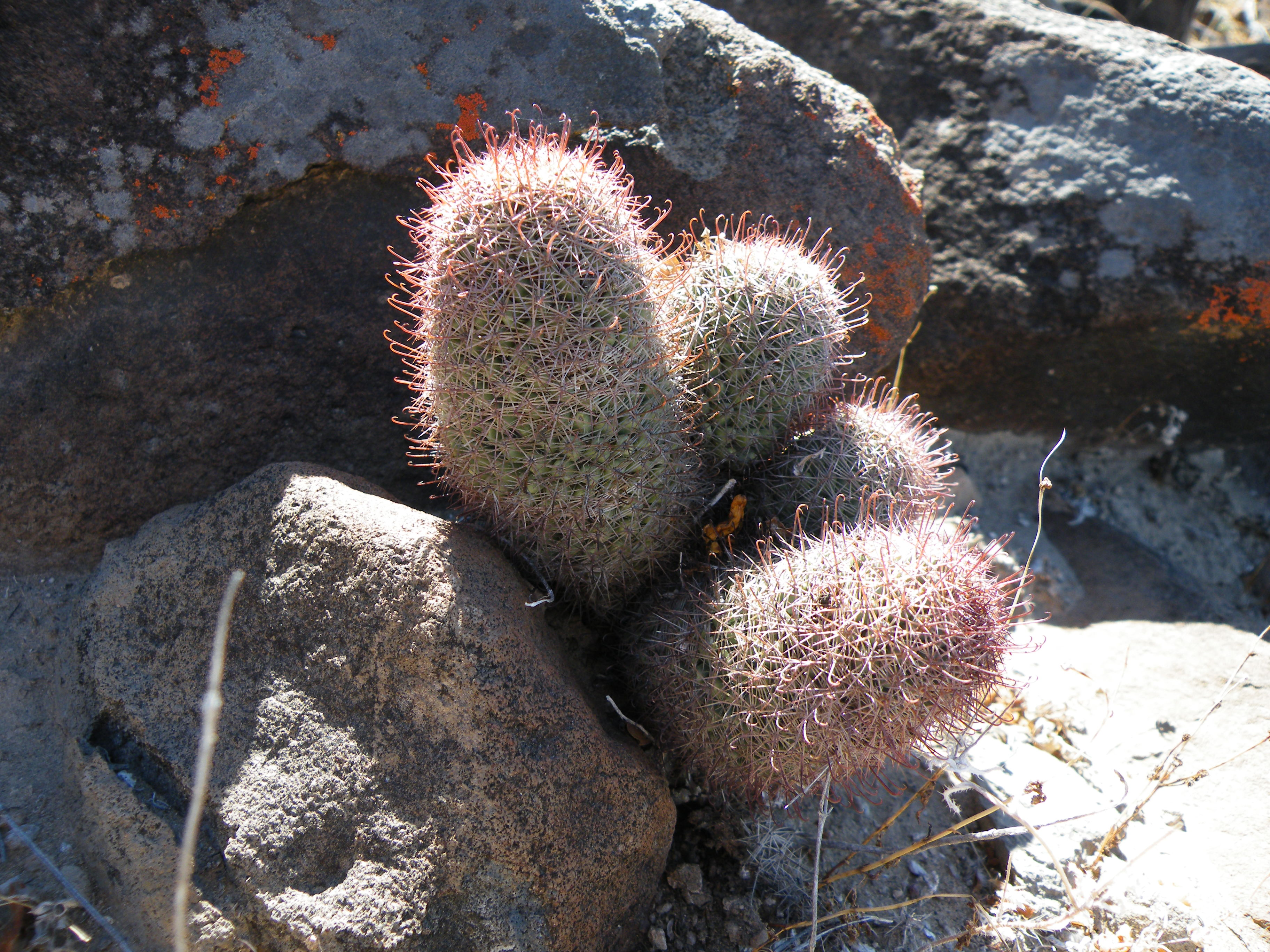
Mammillaria dioica серед каміння в біосферному заповіднику Ель-Віскаїно, Баха-Каліфорнія-Сюр, Мексика

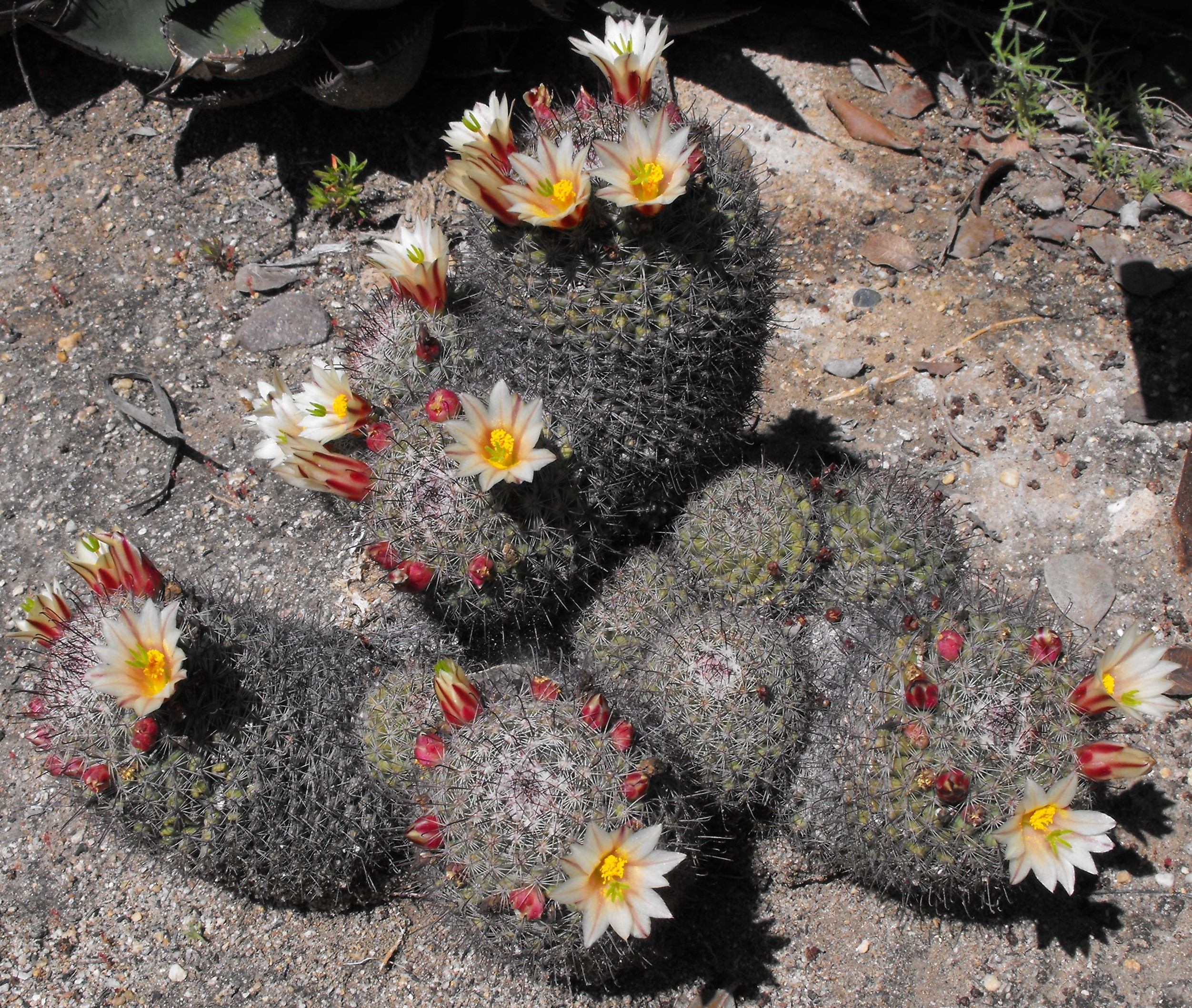
Mammillaria dioica в державному заповіднику «Торрі Пайнс», Сан-Дієго, Каліфорнія, США

Видова назва походить від лат. dioica — дводомна.

## Ареал
Ареал зростання — південна Каліфорнія, США, трохи на північ від Сан-Дієго, південь штату Баха-Каліфорнія-Сюр, Мексика, в районі міста Ла-Пас і на заході морського узбережжя штату Сонора.

## Екологія
Виростає в найрізноманітніших місцях проживання, в тому числі прибережних чагарниках, в пустелях і склерофітних чагарниках і в угрупованнях чапараль із середземноморським кліматом.

## Систематика
Це таксономічно складний вид, в якому деякі дослідники визнають три підвид. Девід Хант відніс види Mammillaria angelensis і Mammillaria estebanensis з ізольованими ділянками проживання до підвидів Mammillaria dioica (Mammillaria dioica subsp. angelensis, Mammillaria dioica subsp. estebanensis), але Джон Пілбім вважає, що через те, що ці рослини стали настільки різними протягом багатьох років ізоляції — їх слід вважати окремими видами.

## Морфологічний опис
Рослина одиночна або кластеризуїться, іноді гілкується.

 Стебло циліндричне, апікально округлене, до 33 см заввишки (в описі Джона Пілбіма — від 10 см до 25 см заввишки або більше), 3-7 см в діаметрі.

 Епідерміс — синьо-зелений.

 Маміли тверді, без молочного соку.

 Аксили — з пухом і від 4 до 15 щетинок, мають таку ж довжину як і маміли.

 Центральних колючок 1-4 (в описі Джона Пілбіма — від 0 до 4), іноді відсутні, коричневі до коричнево-чорних, голчасті, вертикальні, міцні, верхні прямі, піднімаються, подібно радіальним колючкам, самі нижні довші, міцні, виділяються і звичайно з гачком. Рослини з прямими центральними колючками були знайдені в південній частині ареалу. Так само зустрічаються форми взагалі без центральних колючок, але дуже рідко.

 Радіальних колючок — 11-22, голчасті, прямі, звичайно білі, 5-7 мм завдовжки.

 Квіти — воронкоподібні, самозапильні (одностатеві), що потрапляє з функціональної точки зору в дводомні рослини, від білого до жовтувато-білого відтінку, іноді з червонуватими центральними прожилками, що виділяються на пелюстках, 10-30 мм завдовжки.

 Плоди — булавоподібні або яйцеподібні, чітко відрізняються за кольором від інших видів ряду Ancistracanthae (які є яскраво-червоними) і бувають темними, часто блідо червоними.

 Насіння — чорне.

## Охоронні заходи
Mammillaria dioica входить до Червоного Списку Міжнародного Союзу Охорони Природи видів, з найменшим ризиком (LC). Чисельність популяцій стабільна без ознак помітного зниження чисельності населення. Мешкає в багатьох природоохоронних територіях Каліфорнійського півострова і сусідніх островів. Є, можливо, деякі втрати в результаті змін в землекористуванні на північно-західному кордоні ареалу, але вони не є суттєвими для виду в цілому.
Охороняється Конвенцією про міжнародну торгівлю видами дикої фауни і флори, що перебувають під загрозою зникнення (CITES).